# النشيد الوطني العراقي
النشيد الوطني العراقي الحالي هو نشيد موطني أنشودة قومية عربية للشاعر الفلسطيني إبراهيم طوقان وألحان الموسيقار اللبناني محمد فليفل. اعتمد الأنشودة رئيس سلطة الائتلاف المؤقتة بول بريمر بعد الغزو الأمريكي للعراق عام 2003 م. وكان النشيد الوطني قبل ذلك هو نشيد أرض الفراتين.

## تاريخ
منذ تأسيس دولة العراق الحديث عام 1921 م ومع كل تغيير رئيسي في نظام الحكم، كان النشيد الوطني العراقي بدوره يخضع للتغيير. ومع تعاقب الأنظمة المختلفة تعاقب على العراق خمسة أناشيد وطنية في خلال فترة أقل من قرن واحد.

## الحقبة الأولى العهد الملكي
بعد تشكيل الدولة العراقية وتنصيب فيصل الأول ملكا على الدولة الناشئة، كان لا بد من أن يكون للمملكة العراقية الهاشمية موسيقى ملكية أسوة بدول العالم المتقدمة وفعلاً أعلنت عام 1924 مسابقة لتلحين أول سلام ملكي وخصصت جائزة مالية لمن يفوز بتلك المسابقة، وقد اشترك عدد من الموسيقيين الأجانب وفاز الضابط الإنكليزي الميجر جي. آر. موري وألّف قطعة موسيقية على إيقاع مارش على أربعة، وعُزف هذا السلام لأول مرة من قبل جوق الحرس الملكي في مجلس الأمة وفي البلاط الملكي ومقر وزارة الدفاع.
وكان يعرض على شاشات السينما قبل عرض الأفلام وبعدها مع ظهور صورة الملك والعلم العراقي يرفرف وراء صورته واستمر ذلك حتى ثورة تموز عام 1958 م. وكان السلام الملكي لحناً فقط بدون كلمات وقد حاول أحد الشعراء إضافة كلمات للحن ولكن بصورة غير رسمية بحيث كانت تردد أمام الملك فيصل. وكانت الكلمات غير الرسمية للنشيد:

## الحقبة الثانية العهد الجمهوري الأول
بعد الانقلاب العسكري في ثورة 14 تموز 1958م بقيادة عبد الكريم قاسم كان لا بد من إجراء تغيير على السلام الملكي وتحويله إلى سلام جمهوري. وقد قام بهذا العمل الموسيقي العراقي المسيحي  لويس زنبقة وهو من خريجي قسم الموسيقى الهوائية في معهد الفنون الجميلة أواسط الخمسينات، واصل دراساته الموسيقية في العاصمة النمساوية (فيينا) وعند قيام ثورة 14 تموز بادر هناك إلى وضع لحن للسلام الجمهوري، وتدوينه موزَّعاً على كافة أقسام (آلات) جوق الموسيقى الهوائية وتسجيله من قبل جوق موسيقي نمساوي؛ قدَّمه مرفَقاً برسالة منه إلى الزعيم عبد الكريم قاسم، قائد الثورة، عبر سفارة العراق في فيينا، شارحاً فيها الأفكار والمضامين التي اعتمدَها في صياغة اللحن، وهو بشكل مارش المسير (Marsh). وبهذا تقرر اعتمادَه سلاماً وطنياً لجمهورية العراق حتى عام 1963 ويذكر أن السلام الجمهوري في هذه الحقبة كان لحناً أيضا بلا كلمات وكان يسمى موطني وهو يختلف عن النشيد الوطني الحالي ولكن يحمل الاسم نفسه. ويعتبر هذا الموسيقي هو العراقي الوحيد الذي وضع لحنا للنشيد الوطني العراقي إلى هذا الوقت .

## الحقبة الثالثة 1963م - 1981م
بعد الانقلاب على عبد الكريم قاسم وصعود حزب البعث إلى السلطة في 8 شباط/فبراير عام 1963 اعتمد نشيد وطني جديد وهو والله زمان يا سلاحي وهو من ألحان المصري كمال الطويل وكلمات الشاعر المصري صلاح جاهين وغنّته أم كلثوم عام 1956 واعتُمد نشيد وطني للجمهورية العربية المصرية للفترة من 1960م إلى 1979 م أي كان للعراق ومصر نفس النشيد الوطني.
وكلمات النشيد هي :-
و الله زمان يا سلاحي
اشتقت لك في كفاحي
أنطق وقول أنا صاحي
يا حــرب والله زمان
والله زمان على الجنود
زاحفة بترعد رعود
حالفة تروح لم تعود
إلا بنصر الزمان
هموا وضموا الصفوف
شيلوا الحياة على الكفوف
ياما العدو راح يشوف
منكم من نار الميدان
يا مجد.. يا.. يا مجدنا
ياللي اتبنيت عندنا
بشقانا وكدنـــا
عمرك ما تبقى هوان
الشعب بيزحف زي النور
الشعب جبال الشعب بحور
بركان جبار بركان بيفور
زلزال بيشق لهم في قبور

## الحقبة الرابعة
بعد وصول صدام حسين إلى سدة الحكم، رأى إنه من الضروري أن يكون هناك نشيد وطني يختص بـالعراق ولا يتبع النشيد الوطني المصري الذي كان معمولاً به في العقد السابق وقد أُقيمت مسابقة في دائرة الفنون الموسيقية في وزارة الإعلام العراقية حينذاك لإصدار نشيد وطني جديد وسجلت الدائرة كافة الأعمال وسمعتها لجنة متخصصة قيمت هذه الأعمال وقد رجَحَّت النتائج مشاركتَين لضابطَين من الموسيقى العسكرية هما عبد السلام جميل فرنسو وعبد الرزاق العزاوي، بحكم اختصاصهما المهني والفنّي بمثل هذا النوع من الموسيقى. لكن الذي حصل هو أنه صدر مرسوم جمهوري لاعتماد نشيد من كلمات الشاعر العراقي شفيق الكمالي وألحان الملحن اللبناني وليد غلمية ليكون النشيد الوطني للجمهورية العراقية عام 1981.
وبعد عدد من الانتقادات للحن، سافر مدير الموسيقى العسكرية العراقية ومعاونه إيفاداً إلى إنجلترا لإعادة صياغة اللحن كي يلائم البنية الفنية لأجواق الموسيقى العسكرية التي تتولى في العادة أداء السلام الوطني. وسجل لحن النشيد من قبل جوق بريطاني. ويذكر أن في أواخر عهد صدام حسين أعلنت عن محاولات لتغيير النشيد الوطني وقد أُذيع في قنوات العراق والشباب والفضائية العراقية عدد من هذه الأناشيد وطلب من المشاهدين التصويت عليها ولكن لا يعرف لما لم يعتمد أياً منها. وقد كان من بين المشاركين الموسيقار كاظم الساهر بقصيدة سلاماً عليك التي كتب كلماتها اسعد الغريري.
وطن مد على الأفق جناحا
وارتدى مجد الحضارات وشاحا
بوركت أرض الفراتين وطن
عبقري المجد عزما وسماحا
هذه الأرض لهيب وسنا
و شموخ لا تدانيه سما
جبل يسمو على هذه الدنا
و سهول جسدت فينا الإبا
بابل فينا وآشور لنا
و بنا التاريخ يخضل ضياء
نحن في الناس جمعنا وحدنا
غضبة السيف وحلم الأنبياء
حين أوقدنا رمال العرب ثورة
و حملنا راية التحرير فكرة
منذ أن لز مثنى الخيل مهره
و صلاح الدين غطاها رماحا
قسما بالسيف والقول الأبي
و صهيل الخيل عند الطلب
إننا سور مداها الأرحب
و هدير الشعب يوم النوب
أورثتنا البيد رايات النبي
و السجايا والشموخ اليعربي
رددي جذلا بلاد العرب
نحن أشرقنا فيا شمس أغربي
الجباه السمر بشر ومحبة
و صمود شق للإنسان دربه
أيها القائد للعلياء شعبه
اجعل الآفاق للصولات ساحة
يا سرايا البعث يا أسد العرين
يا شموخ العز والمجد التليد
ازحفي كالهول للنصر المبين
و ابعثي في أرضنا عهد الرشيد
نحن جيل البذل فجر الكادحين
يا رحاب المجد عدنا من جديد
أمة تبني بعزم لا يلين
و شهيد يقتفي خطو شهيد
شعبنا الجبار زهو وانطلاق
و قلاع العز يبنيها الرفاق
دمت للعرب ملاذا يا عراق
و شموسا تجعل الليل صباحا

## الحقبة الخامسة عام 2003م إلى الوقت الحالي
بعد الاحتلال الأمريكي للعراق اعتمد نشيد موطني كنشيد وطني لجمهورية العراق. النشيد من كلمات الشاعر الفلسطيني إبراهيم طوقان كتبهُ عام 1934م. ولحّنهُ محمد فليفل. وما زال هذا النشيد معتمداً من قبل الحكومات العراقية المتلاحقة منذ عام 2003. والكلمات هي:-

### نشيد سلام على هضبات العراق
سلام على هضبات العراق هي قصيدة للشاعر العراقي محمد مهدي الجواهري كتبها عام 1947 واعتمدت كنشيد وطني لجمهورية العراق بدلا من النشيد (موطني) من قبل مجلس النواب العراقي يوم 12 تموز 2012، لكن لم يعلن عن اتخاذه كنشيد جديد.

## وصلات خارجية
- تسجيل لنشيد موطني [محل شك]